# Pena de morte na Federação de São Cristóvão e Neves
A pena de morte é uma pena legal na Federação de São Cristóvão e Neves e é realizada por enforcamento na prisão de Sua Majestade em Basseterre. A pena de morte só pode ser aplicada por assassinato e traição agravados.
Desde que ganhou sua soberania em 1983, São Cristóvão e Neves executou apenas três indivíduos, sendo sua execução mais recente realizada em 2008, quando Charles Laplace foi enforcado por assassinar sua esposa. A partir de 2018, o país não tem presos no corredor da morte.
São Cristóvão e Neves votou contra a moratória das Nações Unidas sobre a pena de morte em 2007, 2008, 2010, 2012, 2014, 2016 e 2018.